# فيرفيلد (كاليفورنيا)
فيرفيلد (بالإنجليزية: Fairfield)‏ هي مدينة تقع في شمال شرق منطقة خليج سان فرانسيسكو في شمال كاليفورنيا وهي مركز مقاطعة سولانو. تشكل فيرفيلد عمومًا نقطة الوسط ما بين مدينتي سان فرانسيسكو وساكرامنتو حيث تبعد نحو 40 ميل (64 كـم) عن مركز المدينتين. كما تبعد عن مركز مدينة أوكلاند مسافة نحو 40 ميل (64 كـم).

## المناخ
يظهر الجدول التالي التغييرات المناخية على مدار السنة لفيرفيلد:
| البيانات المناخية لـفيرفيلد                                                    | البيانات المناخية لـفيرفيلد | البيانات المناخية لـفيرفيلد | البيانات المناخية لـفيرفيلد | البيانات المناخية لـفيرفيلد | البيانات المناخية لـفيرفيلد | البيانات المناخية لـفيرفيلد | البيانات المناخية لـفيرفيلد | البيانات المناخية لـفيرفيلد | البيانات المناخية لـفيرفيلد | البيانات المناخية لـفيرفيلد | البيانات المناخية لـفيرفيلد | البيانات المناخية لـفيرفيلد | البيانات المناخية لـفيرفيلد |
| الشهر                                                                          | يناير                       | فبراير                      | مارس                        | أبريل                       | مايو                        | يونيو                       | يوليو                       | أغسطس                       | سبتمبر                      | أكتوبر                      | نوفمبر                      | ديسمبر                      | المعدل السنوي               |
| ------------------------------------------------------------------------------ | --------------------------- | --------------------------- | --------------------------- | --------------------------- | --------------------------- | --------------------------- | --------------------------- | --------------------------- | --------------------------- | --------------------------- | --------------------------- | --------------------------- | --------------------------- |
| الدرجة القصوى °ف (°م)                                                          | 76 (24)                     | 80 (27)                     | 89 (32)                     | 98 (37)                     | 111 (44)                    | 111 (44)                    | 114 (46)                    | 111 (44)                    | 112 (44)                    | 104 (40)                    | 87 (31)                     | 78 (26)                     | 114 (46)                    |
| متوسط درجة الحرارة الكبرى °ف (°م)                                              | 55.4 (13.0)                 | 61.5 (16.4)                 | 65.9 (18.8)                 | 71.1 (21.7)                 | 78.0 (25.6)                 | 87.4 (30.8)                 | 89.0 (31.7)                 | 88.8 (31.6)                 | 86.6 (30.3)                 | 78.3 (25.7)                 | 65.4 (18.6)                 | 56.0 (13.3)                 | 73.4 (23.0)                 |
| متوسط درجة الحرارة الصغرى °ف (°م)                                              | 37.6 (3.1)                  | 41.1 (5.1)                  | 43.3 (6.3)                  | 45.8 (7.7)                  | 50.3 (10.2)                 | 54.0 (12.2)                 | 56.0 (13.3)                 | 56.0 (13.3)                 | 54.5 (12.5)                 | 49.8 (9.9)                  | 42.7 (5.9)                  | 37.9 (3.3)                  | 47.4 (8.6)                  |
| أدنى درجة حرارة °ف (°م)                                                        | 18 (−8)                     | 24 (−4)                     | 20 (−7)                     | 29 (−2)                     | 35 (2)                      | 31 (−1)                     | 40 (4)                      | 40 (4)                      | 39 (4)                      | 32 (0)                      | 21 (−6)                     | 15 (−9)                     | 15 (−9)                     |
| الهطول إنش (مم)                                                                | 4.77 (121)                  | 4.04 (103)                  | 3.09 (78)                   | 1.39 (35)                   | 0.55 (14)                   | 0.17 (4.3)                  | 0.02 (0.51)                 | 0.06 (1.5)                  | 0.24 (6.1)                  | 1.30 (33)                   | 2.75 (70)                   | 4.30 (109)                  | 22.68 (576)                 |
| متوسط أيام هطول الأمطار (≥ 0.01 in)                                            | 11                          | 10                          | 9                           | 6                           | 3                           | 1                           | 0                           | 0                           | 1                           | 3                           | 7                           | 10                          | 60                          |
| المصدر #1: Western Regional Climate Center (normals and extremes 1950–present) |                             |                             |                             |                             |                             |                             |                             |                             |                             |                             |                             |                             |                             |
| المصدر #2: The Weather Channel                                                 |                             |                             |                             |                             |                             |                             |                             |                             |                             |                             |                             |                             |                             |

## معرض صور

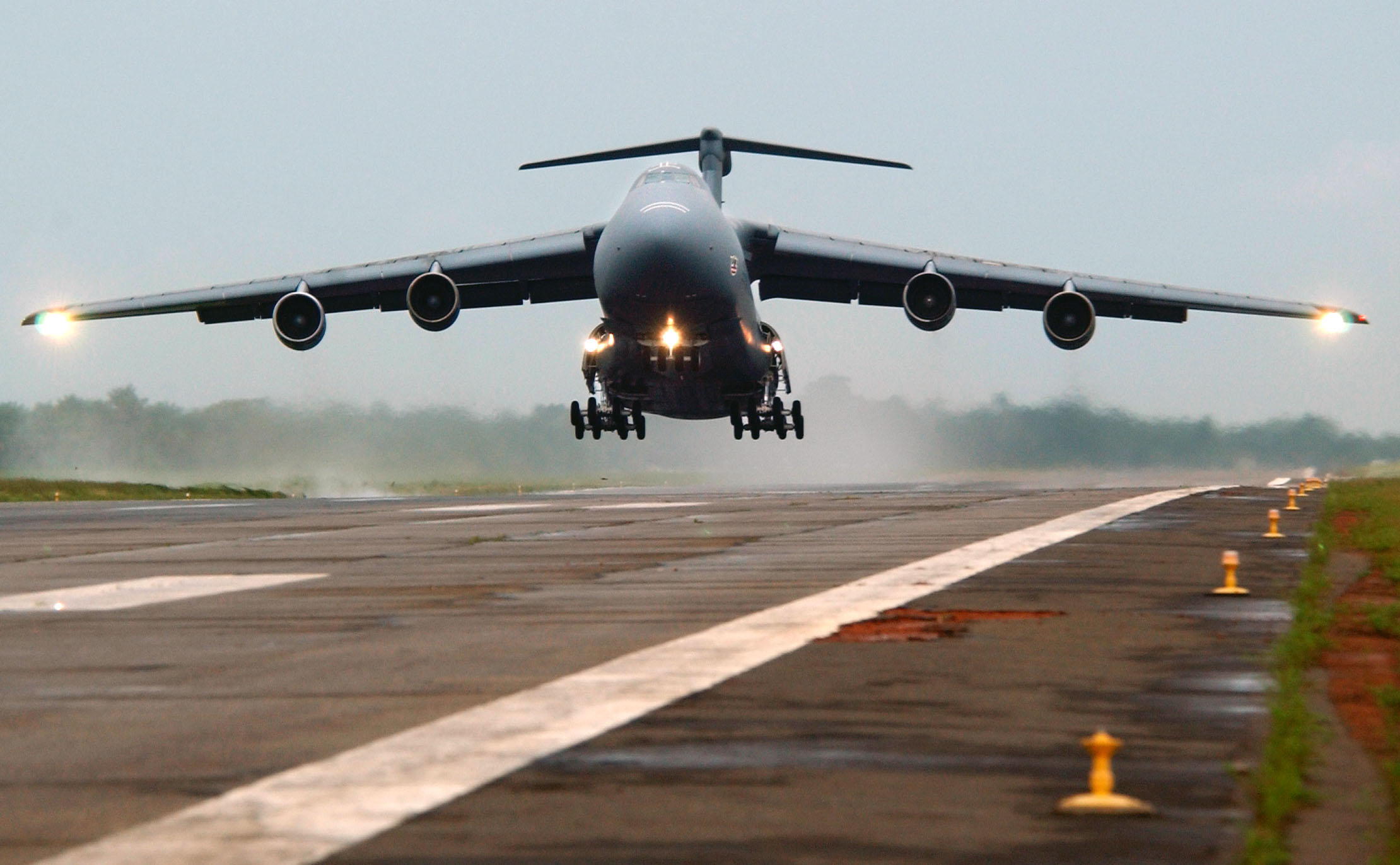
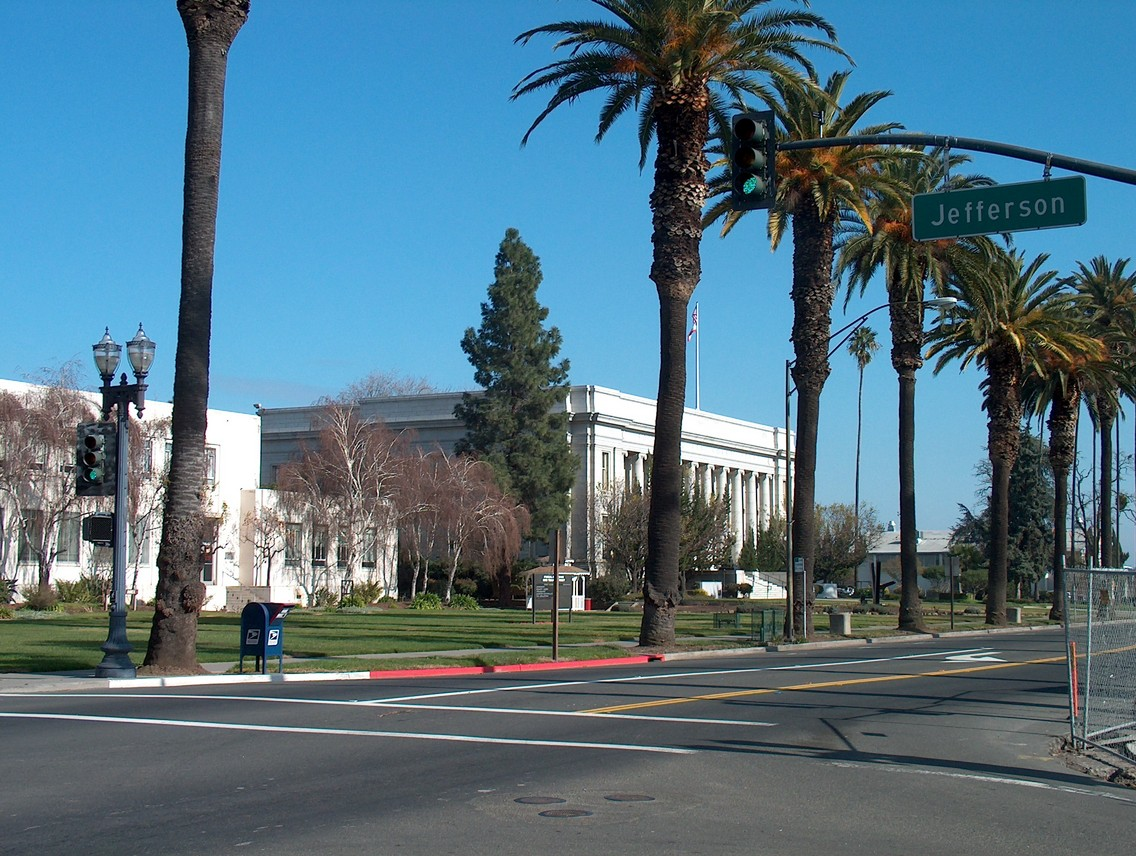
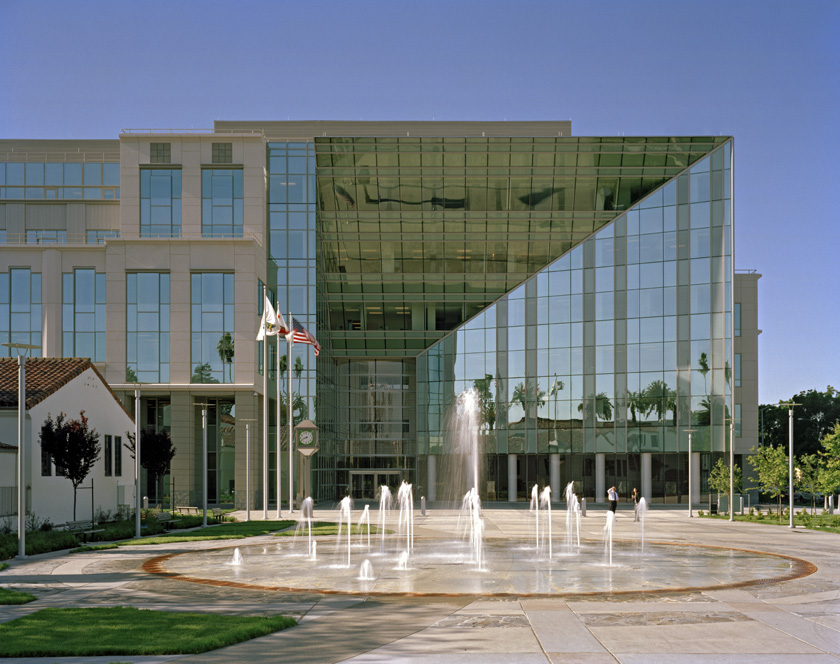

## أعلام
- أنتوني سووفورد
- مارسيل جنسن
- داريل جونسون
- ساشا بانكس
- رود بينسون
- جو سترونج
- تشارلز لي تيلدن جونيور
- جيمس توماس أودود
- وليم تشارلز أندرسون